# Westwood (Kalifornien)
|  | Dieser Artikel wurde aufgrund von inhaltlichen Mängeln auf der Qualitätssicherungsseite des Projektes USA eingetragen. Hilf mit, die Qualität dieses Artikels auf ein akzeptables Niveau zu bringen, und beteilige dich an der Diskussion! Eine nähere Beschreibung der zu behebenden Mängel fehlt. |

Westwood ist ein census-designated place (CDP) im nördlichen Teil der Sierra Nevada und gehört zum Lassen County. Er liegt ca. 150 km nordwestlich der nächsten Großstadt Reno und hatte im Jahr 2020 insgesamt 1541 Einwohner.

## Verkehr
Der Ort wird von der California State Route 36 erschlossen. Außerdem führt die Bahnstrecke von Wishram (Klickitat County) nach Keddie (Plumas County) der BNSF Railway durch den Ort.